# Xã Bethel, Quận Delaware, Pennsylvania
Xã Bethel (tiếng Anh: Bethel Township) là một xã thuộc quận Delaware, tiểu bang Pennsylvania, Hoa Kỳ. Năm 2010, dân số của xã này là 8.791 người.